# دين ويبل
دين ويبل (بالإنجليزية: Dean Whipple)‏ هو محامي وقاضي أمريكي، ولد في 1938 في ليبانون في الولايات المتحدة.